# Годовиков, Александр Александрович
Александр Александрович Годовиков (4 октября 1927 — 3 июля 1995) — советский и российский учёный-геолог, минералог, кристаллохимик, петрограф, профессор НГУ (1973—1983), директор Минералогического музея имени А. Е. Ферсмана АН СССР (с 1983), одновременно, директор Государственный геологический музей имени В. И. Вернадского АН СССР и КННО РСФСР (1987—1988)..

## Биография
Родился 4 октября 1927 года [где?].
С отличием окончил Московский химический политехникум.
В 1952 году с отличием окончил Геологический факультет МГУ.
В 1956 году защитил кандидатскую диссертацию и начал работать в Институте минералогии, геохимии и кристаллохимии редких элементов (ИМГРЭ).
В 1959 году был организатором исследований по экспериментальной минералогии в Институте геологии и геофизики СО АН СССР. Работал заведующим лабораторией, отделом экспериментальной минералогии, заместитель директора института по науке (с 1975), директор Специального конструкторско-технологического бюро монокристаллов (с 1978).
В 1971 году защитил докторскую диссертацию.
В 1973 году получил звание профессора.
В 1964—1983 годах преподавал минералогию, кристаллохимию и экспериментальную минералогию в Новосибирском государственном университете.
С 1983 года был директором Минералогического музея имени А. Е. Ферсмана АН СССР.
В 1987—1988 годах, одновременно, был директором Государственный геологический музей имени В. И. Вернадского АН СССР и КННО РСФСР.
Скончался 3 июля 1995 года [где?].

## Научные труды
Основные книги и учебники:
- Висмутовые сульфосоли: особенности их химического состава, синтез, классификация (1972)
- Введение в минералогию (1973)
- Минералогия (1975, 1983)
- Химические основы систематики минералов (1979)
- Очерки по теоретической минералогии (1982, в соавторстве)
- Агаты (1987, в соавторстве)
- О связи свойств элементов со структурой и составом минералов (1989)
- Структурно-химическая систематика минералов (1997).

## Память
- Годовиковит — новый минерал, названный в честь А. А. Годовикова в 1988 году. Обнаружен Б. В. Чесноковым в 1982 году на Южном Урале, у города Копейска.[3]